# Луї П'єр В'єйо
Луї П'єр В'єйо, також Луї Жан П'єр В'єйо (фр. Louis Pierre Vieillot; 1748—1830) — французький орнітолог. Автор численних таксонів птахів, яких він спостерігав у своїй поїздці по островах Карибського моря і Північній Америці. Вчені дотепер використовують 26 родів птахів, які він опублікував. Він був одним з перших орнітологів, який детально вивчав линьку і поведінку птахів в природі, а також їхню анатомію.

## Біографія
Працював на острові Гаїті. Під час Французької революції був змушений емігрувати до Сполучених Штатів. Тут він почав вивчати птахів Північної Америки та зібрав матеріал для своєї праці «Histoire naturelle des oiseaux de l'Amérique septentrionale» (1807—1808).
Повернувся в 1800 році до Франції, де отримав посаду автора «Bulletin des Lois». Продовжував писати про птахів, видав «Histoire naturelle et générale des colibris, oiseaux-mouches, jacamars et promerops» (1802) з ілюстраціями свого друга Жана-Батиста Одебера (1759—1800), а потім «Histoire naturelle des plus beaux oiseaux chanteurs de la zone torride» (1805).
Своєю роботою «Analyse d'une nouvelle ornithologie élémentaire» (1816) В'єйо розробив і сьогодні частково використовувану систематизацію птахів, яку він продовжив і розвинув у своїй наступній роботі «Nouveau Dictionnaire d'Histoire Naturelle» (1816—1819). 1820 року він продовжив розпочату в 1790 році професором П'єром Жозефом Боннатерре (1747—1804) працю «Tableau encyclopédique et méthodique». Потім написав також «Faune française» (1820—1830).

### Епоніми
На честь В'єйо названо види:
- Lybius vieilloti
- Saurothera vieilloti